# Vladimir Kadyshevsky
Vladimir Gheorghievici Kadîșevski (în rusă Владимир Георгиевич Кадышевский) (5 mai 1937, Moscova, Rusia sovietică – 24 septembrie 2014, Dubna, Rusia) a fost un fizician rus, membru de onoare al Academiei de Științe a Moldovei.